# Министр обороны Финляндии
Министр обороны Финляндии (фин. puolustusministeri, швед. försvarsminister) — член правительства Финляндии, возглавляющий министерство обороны. Штаб-квартира министерства обороны Финляндии расположена в Хельсинки на Южно-Зернохранилищной улице.
С 20 июня 2023 года министром обороны является Антти Хяккянен (Национальная коалиция).
Должность министра обороны была учреждена после провозглашения независимости Финляндии, в 1918, и поначалу называлась «Глава военного департамента», а с 1922 — «военный министр».